# 沢村貞子
沢村 貞子（さわむら さだこ、旧字体：澤村、1908年〈明治41年〉11月11日 - 1996年〈平成8年〉8月16日）は、日本の女優、随筆家。本名は大橋 貞子（おおはし ていこ）。
生涯に350本以上の映画に出演し、幅広い役柄と個性的な演技で名脇役女優として活躍した。日本女子大学在学中に新築地劇団へ入り、左翼演劇運動に加わって2度逮捕される。その後日活に入社して映画女優となり、東宝を経て戦後はフリーとなる。エッセイストとしても知られ、半生記『貝のうた』『私の浅草』などを発表している。

## 来歴

### 生い立ち
1908年（明治41年）11月11日、東京府東京市浅草区猿若町（現・東京都台東区浅草）に、父・加藤伝九郎と母・マツの2男2女の二女として生まれる。父の伝九郎は竹芝傳蔵の名で活躍した狂言作者で、兄の友一は四代目澤村國太郎、弟の徳之助は加東大介の芸名で、ともに映画俳優となった。数え年で6歳の時から長唄と踊りを習い始める。
1915年（大正4年）、浅草尋常小学校に入学。この頃に弟の徳之助（加東大介）が7代目澤村宗十郎に入門して初舞台を踏んでおり、貞子は小学2年生の頃から弟の付き人として宮戸座へ通う。1921年（大正10年）4月に府立第一高等女学校（現在の東京都立白鷗高等学校）に入学。1923年（大正12年）9月1日の関東大震災後は、学費を得るために初代澤村宗之助の4人の子供（文恵、恵之助、雄之助、敞之助）の家庭教師を務める。1926年（大正15年）、女学校の教師を志望して日本女子大学校師範家政学部へ入るが、教師間の裏の世界を見て失望し、役者を志すようになる。

### 舞台女優へ・2度の逮捕
1929年（昭和4年）3月、築地小劇場の女優・山本安英に新劇志望の手紙を出す。当時、築地小劇場は分裂し、中心メンバーの土方与志、丸山定夫らによって新築地劇団が創立。研究生を応募するにおよび、山本の指示でこれに応募し、大学在学のまま研究生となる。沢村貞子の芸名で同年5月、旗揚げ公演『飛ぶ唄』のラシャメンと芸者役、『生ける人形』の電話交換手役で初舞台を踏む。5月末の帝劇公演『何が彼女をさうさせたか』では初めて台詞のある女中役を務める。劇団がプロレタリア演劇運動へ傾斜するようになると、彼女は大学から退学を迫られるが、同年11月に『大臣候補』で丸山の娘役という大役をもらい、丸山の役者根性に触れる。翌1930年（昭和5年）3月の大学卒業直前に先に出していた退学届が受理されるが、4月には新築地の劇団員に昇格する。1931年（昭和6年）、新築地を退団して左翼劇場移動劇場部を独立させたプロレタリア演芸団に土方の指名で入団、日本プロレタリア演劇同盟（プロット）の指令でストライキ中の工場や農村を回ってアジプロ劇に専念する。同年秋、左翼劇場書記長をしていた俳優の今村重雄と結婚する。
1932年（昭和7年）2月、移動演芸団・メザマシ隊に夫の今村や三島雅夫らと参加するが、同年3月末に治安維持法違反容疑で逮捕され、築地警察署に留置される。転向を迫られるが拒否し、2ヶ月の拘留ののち起訴され、市ヶ谷刑務所へ未決のまま収監されて10ヶ月半の独房生活を送る。10ヶ月半後の1933年（昭和8年）4月、転向を声明し、今村との離婚も約束して保釈される。同年5月、左翼劇場創立5周年記念公演『恐怖』の主役に起用されるが、保釈中の身であったため当局から沢村を起用すれば上演禁止との通達を受け、山本が代役に立ち上演される。6月に公判が開かれるが、プロットの指導で転向を取り消して公判は中止され、保釈取り消しの手続きの隙に地下活動にもぐり、1週間後に再逮捕される。築地署に留置されたのち市ヶ谷刑務所へ戻され、12月の公判で転向を声明して、懲役3年、執行猶予5年の判決を受けて釈放される。

### 日活入社
1934年（昭和9年）、兄の沢村國太郎のすすめで映画女優になる決心をし、永田雅一の肝いりで日活太秦撮影所現代劇部へ月給60円で入社する。『野の光』の酌婦役でデビューし、続く『嫁ぐ日』では女学生を演じ、『潮』は初のトーキー出演作となった。『潮』出演後、多摩川撮影所に移籍し、添え物映画に出演。やがて『うら街の交響楽』、『情熱の詩人啄木 ふるさと篇』などの話題作にも重要な役どころで助演する。『路傍の石』では性格俳優として注目され、『嫁入り前の娘達』では滝花久子、花柳小菊、原節子らの主演級スターと競演する。『股旅千一夜』では中村翫右衛門の相手役を演じ、弟の加東大介とも初めて共演する。

### 東宝時代・戦後
1936年（昭和11年）、P.C.L.の俳優・藤原釜足と結婚。1938年（昭和13年）、日活を退社して東宝映画に移籍し、『チョコレートの兵隊』、『時の花形』、『馬』などに助演する。1942年（昭和17年）に東宝を退社して夫の藤原と実演に転じ、1945年（昭和20年）には國太郎が結成した新伎座に加入して終戦直後まで舞台活動を続ける。1946年（昭和21年）、藤原と離婚し、京都・都新聞記者だった大橋恭彦と交際、彼と駆け落ち同然に同棲生活に入る。大橋には妻子があったため、内縁関係になる。
1947年（昭和22年）、松竹の『それでも私は行く』にフリーで出演して映画に復帰。その後は手堅い脇役としての個性を買われて各社の作品に起用され、日本映画黄金期の1950年代は年間20本前後もの作品に出演する。役柄は母親、継母、二号を持つ夫の本妻など、様々な中年女を演じ、シリアスな役からコミカルな役まで幅広く活躍した。『太陽とバラ』では不良の息子に手を焼く母親を好演し、『赤線地帯』などの演技と共に毎日映画コンクール女優助演賞を受賞している。『警察日記』、『あらくれ』『女が階段を上る時』、『お早よう』など数多くの名作に出演する一方、『三等重役』や『駅前シリーズ』などの喜劇映画ではコメディリリーフとして芸達者ぶりを見せている。
1968年（昭和43年）、大橋と正式に再婚。1969年（昭和44年）、初のエッセイ『貝のうた』を発表、以来エッセイストとして数多くの著作を世に出している。1977年（昭和52年）に発表した自伝的随筆『私の浅草』は、下町の風情を生き生きと綴りあげた名著と評価が高く、第25回日本エッセイスト・クラブ賞を受賞した。『貝のうた』と『私の浅草』は連続テレビ小説『おていちゃん』の原作となった。
長年のマネージャーが代表を務める山崎洋子事務所には、沢村のほか、加東大介、飯田蝶子、江原真二郎、中原ひとみ、下元勉、寺田農、尾藤イサオ、長塚京三、志垣太郎、仁科亜季子、藤吉久美子らが所属した。

### 女優引退後・死去
1989年（平成元年）、NHKのドラマ『黄昏の赫いきらめき』を最後に女優を引退。その後は横須賀市に隠居し、執筆活動に励みながら毎日湘南の海を望遠鏡で眺めて過ごした。自然葬を実施する葬送の自由をすすめる会の顧問を務め、生前から夫の骨と散骨することを望んでいた。
1996年（平成8年）8月16日、心不全のため横須賀市の自宅で死去。87歳没。本人の遺志により葬儀では身内だけで納棺式を行い、火葬の後、沢村の遺骨は先立った夫の大橋の遺骨とともに相模湾に散骨された。

## 人物
- 3回結婚している。夫は今村重雄、藤原釜足、大橋恭彦。兄は澤村國太郎、姉は矢島せい子、弟は加東大介、甥は長門裕之と津川雅彦、姪は加藤勢津子である。

- 1967年4月に行われた東京都知事選挙では、弟の加東大介、甥の長門裕之とともに美濃部亮吉の推薦人に名を連ねた[13]。

- 黒柳徹子は『若い季節』で共演して以来、沢村を「かあさん」と呼び（夫の大橋は「とうさん」と呼んでいる）、慕い続け、深い親交を結んだ。最後のテレビ出演は1996年（平成8年）2月2日放送の『徹子の部屋』である。沢村は既に芸能界を退いていたが、黒柳のたっての希望で実現した。17回出演し、当時女性ゲストの最多出演者でもあった[14]。

- 料理が得意で、仕事の際にも自作の弁当を持参して共演者やスタッフに振舞う事もあった。また料理に関する著書も出版している。1966年から26年半にわたって書きためた献立日記を元に料理を再現した『365日の献立日記』が、2018年からEテレで放送されている。

## 受賞
- 1956年：第11回毎日映画コンクール 女優助演賞『赤線地帯』『太陽とバラ』『現代の欲望』『妻の心』
- 1977年：第25回日本エッセイスト・クラブ賞『私の浅草』
- 1979年：第31回NHK放送文化賞
- 1997年：第20回日本アカデミー賞 会長特別賞（没後追贈）

## 出演作品

### 映画

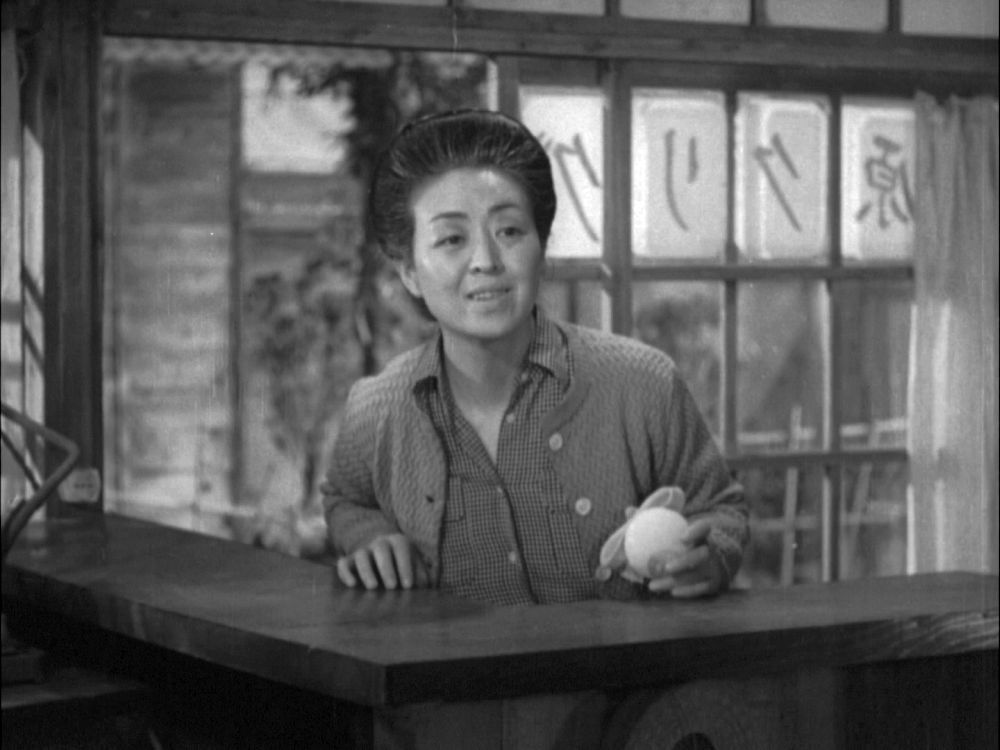
『おかあさん』（1952年）

- うら街の交響楽（1935年、日活） - 下宿の主婦
- 緑の地平線（1935年、日活） - 保科克子
- 情熱の詩人啄木 ふるさと篇（1936年、日活） - 校長の妻
- 股旅千一夜（1936年、日活） - 酌取女・おしん
- 細君三日天下（1936年、日活） - 妻百合子
- 花嫁べからず読本（1936年、日活） - 花嫁学校校長
- 浴槽の花嫁（1936年、日活） - 麗子
- 悦ちゃん（1937年、日活） - 鶴代
- 蒼氓（1937年、日活） - 大泉の女房
- 忠臣蔵 天の巻・地の巻（1938年、日活） - 戸田の局
- 路傍の石（1938年、日活） - 久美田住江
- ロッパのおとうちゃん（1938年、東宝映画） - 細君安江
- 忠臣蔵（1939年、東宝映画） - 一力仲居おくら
- 空想部落（1939年、南旺映画） - 草植滋子
- 樋口一葉（1939年、東宝映画） - お柳
- 秀子の応援団長（1940年、南旺映画） - とも子
- 新妻鏡（1940年、東宝映画） - 梅子
- 馬（1941年、東宝映画） - きく子
- 白鷺（1941年、東宝映画） - 和歌吉
- 阿波の踊子（1941年、東宝映画） - おます
- 婦系図（1942年、東宝映画） - 髪結お増
- 決闘般若坂（1943年、大映） - お崎
- 二十一の指紋（1948年、大映） - 皆川綾子
- 幽霊暁に死す（1948年、新演伎座・CAC） - 妻たけ子
- わが恋は燃えぬ（1949年、松竹） - お政
- 母恋星（1949年、大映） - おきん
- 女殺し油地獄（1949年、大映） - 和泉屋おかぢ
- 破れ太鼓（1949年、松竹） - 叔母・泰子
- フランチェスカの鐘（1949年、松竹） - 駒沢松代
- 森の石松（1949年、松竹） - ヒゲ又の妻・お文
- 右門捕物帖 伊豆の旅日記（1950年、新東宝） - お花
- 真珠夫人（1950年、大映）
- 舞姫（1951年、東宝） - 満枝
- 結婚行進曲（1951年、東宝） - 熊子
- 三等重役（1952年、東宝） - 千里社長夫人
- 西鶴一代女（1952年、新東宝） - 笹屋女房お和佐
- おかあさん（1952年、新東宝） - 小物屋おせい
- 若い人（1952年、東宝） - 下宿の小母さん
- 上海の女（1952年、東宝） - 沈女史
- 激流（1952年、東宝）
- 思春期（1952年、東宝） - 眞弓の母なつ
- 足にさわった女（1952年、東宝） - 女万引
- 魚河岸の石松（1953年、東映） - お艶
- 恋文（1953年、新東宝）
- 縮図（1953年、近代映画協会） - 磯貝の妻
- 青色革命（1953年、東宝） - 小泉恒子
- 芸者小夏（1954年、東宝） - きみ荘の女将
- わたしの凡てを（1954年、東宝） - 風間の叔母
- 晩菊（1954年、東宝） - 中田のぶ
- その後のウッカリ夫人とチャッカリ夫人（1954年、東京映画） - 兼子
- 黒い潮（1954年、日活） - みやこの女中
- 潮騒（1954年、東宝） - 新治の母とみ
- 愛と死の谷間（1954年、日活） - 焼酎ホールのおかみ
- 警察日記（1955年、日活） - 料亭の内儀ヒデ
- ここに泉あり（1955年、中央映画） - 美容師
- 路傍の石（1955年、松竹） - 志田すみ江
- サラリーマン目白三平（1955年、東映） - ウノキ靴店の細君
- 美わしき歳月（1955年、松竹） - 紀久子の母
- 花嫁はどこにいる（1955年、松竹） - 京子の母たづ子
- 婦系図 湯島の白梅（1955年、大映） - お増
- やがて青空（1955年、東京映画） - 飛田こと
- 絵島生島（1955年、松竹） - 玉椿
- ジャンケン娘（1955年、東宝） - おいね
- 社長シリーズ（東宝） - 赤倉悦子
  - へそくり社長（1956年）
  - 続へそくり社長（1956年）
- 若い樹（1956年、東宝） - 邦子の母
- 赤線地帯（1956年、大映） - 田谷辰子
- 婚約三羽烏（1956年、東宝） - 谷山の母
- 妻の心（1956年、東宝） - 「はるな」の主人の妻波子
- 滝の白糸（1956年、大映） - お安
- 日本橋（1956年、大映） - お鹿の女将
- 太陽とバラ（1956年、松竹） - 清の母
- 御用聞き物語（1957年、東宝） - ミネ
- 大番シリーズ（東宝） - タネ
  - 大番（1957年）
  - 続大番 風雲篇（1957年）
  - 続々大番 怒涛篇（1957年）
- 伴淳・森繁の糞尿譚（1957年、松竹） - 赤瀬辰子
- あらくれ（1957年、東宝） - お島の伯母
- 永すぎた春（1957年、大映） - 宝部之一夫人
- 土砂降り（1957年、松竹） - 阿部たね
- 青空娘（1957年、大映） - 小野達子
- 日日の背信（1958年、松竹） - 妻たか
- 直八子供旅（1958年、東映） - おこと
- 不敵なる反抗（1958年、東映）- 相沢兄弟の母親きよ
- 大菩薩峠（東映） - お角
  - 大菩薩峠 第二部（1958年）
  - 大菩薩峠 完結篇（1959年）
- 杏っ子（1958年、東宝） - 鳩井夫人
- 坊っちゃん（1958年、松竹） - 萩野家夫人
- 裸の大将（1958年、東宝） - 汲取屋のおばさん
- 人生劇場 青春篇（1958年、東宝） - おりんの母
- こだまは呼んでいる（1959年、東宝） - 平沢孝子
- 警視庁物語シリーズ（東映）
  - 顔のない女（1959年） - 香村の妻
  - 血液型の秘密（1960年） - ひかり荘の住人
  - ウラ付け捜査（1963年） - 管理人の中年女
- お早よう（1959年、松竹） - 福井加代子
- 危険旅行（1959年、松竹）- 黒崎のぶ
- 氾濫（1959年、大映） - 真田文子
- ある日わたしは（1959年、東宝） - 金子ふさ子
- 人間の壁（1959年、山本プロ） - 庄司春子
- 若い恋人たち（1959年、東宝）- 野崎修一の母親・あや子
- 恐るべき火遊び（1959年、東宝） - 母トヨ
- 女が階段を上る時（1960年、東宝） - とし子
- 流転の王妃（1960年、大映） - 菅原和子
- 山のかなたに（1960年、東宝） - 和田おいく
- サラリーマン御意見帖シリーズ（東宝） - おかね
  - サラリーマン御意見帖 男の一大事（1960年）
  - サラリーマン御意見帖 出世無用（1960年）
- 恐妻党総裁に栄光あれ（1960年、東宝） - 鳥子夫人
- 続次郎物語 若き日の怒り（1960年、松竹） - 庄八の妾
- 新・三等重役 亭主教育の巻（1960年、東宝） - 辻倉兼子
- 妖刀物語 花の吉原百人斬り（1960年、東映） - お源
- 誰よりも君を愛す（1960年、大映） - 中島かね
- 波の塔（1960年、松竹） - 加奈子
- 秋日和（1960年、松竹） - 間宮文子
- 松川事件（1961年、松川事件劇映画製作委員会） - 斎藤の母スミ
- ゼロの焦点（1961年、松竹） - 宗太郎の妻
- 特急にっぽん（1961年、東宝） - 甲賀げん
- 図々しい奴（1961年、松竹） - 公爵家老女
- アワモリ君売出す（1961年、東宝） - 立花艶子
- 次郎長社長よさこい道中（1961年、ニュー東映） - 森川きみ江
- 飼育（1961年、大宝） - 鷹野かつ
- 喜劇 にっぽんのお婆あちゃん（1962年、M.I.I.プロ） - 栄養士
- 瞼の母（1962年、東映） - おとら
- べらんめえ芸者と大阪娘（1962年、東映） - おたけ
- 愛染かつら（1962年、松竹） - 津村清子
- あの橋の畔で（1962年、松竹） - 信介の母
- 駅前シリーズ（東京映画）
  - 喜劇 駅前温泉（1962年） - 姉芸者金太郎
  - 喜劇 駅前飯店（1962年） - 金太郎
  - 喜劇 駅前茶釜（1963年） - 菊の屋の女将金太郎
  - 喜劇 駅前女将（1964年） - 菊太郎
  - 喜劇 駅前音頭（1964年） - 町会長白川女史
  - 喜劇 駅前怪談（1964年） - おくま
  - 喜劇 駅前天神（1964年） - 大野松枝
  - 喜劇 駅前医院（1965年） - おまさ
  - 喜劇 駅前金融（1965年） - 由美の母・花子
  - 喜劇 駅前弁天（1966年） - 常子
  - 喜劇 駅前開運（1968年） - 伴野さだ
  - 喜劇 駅前火山（1968年） - 堺梅乃
- 求人旅行（1962年、松竹） - 翡翠苑の女中頭政子
- 若い季節（1962年、東宝） - 沢村さわ子
- 忠臣蔵 花の巻・雪の巻（1962年、東宝） - 上野介妻・富子
- 河のほとりで（1962年、東宝）- 牧師の妻
- クレージー作戦 先手必勝（1963年、東宝） - 山野夫人
- 無法松の一生（1963年、東映） - 豊
- 陸軍残虐物語（1963年、東映） - 犬丸トキ
- 非行少女（1963年、日活）- 北若枝の叔母
- 残菊物語（1963年、松竹） - 柳橋待合の女将
- みれん（1963年、東京映画）- 小料理屋の女将
- ミスター・ジャイアンツ 勝利の旗（1964年、東宝） - 戸部たつ
- 越後つついし親不知（1964年、東映） - 大地主の奥様
- 甘い汗（1964年、東京映画） - 松子（梅子の母親）
- 二匹の牝犬（1964年、東映） - 川辺テツ
- うず潮（1964年、日活） - 池上教師
- 飢餓海峡（1965年、東映） - 本島妙子
- 波影（1965年、東京映画） - 小杉イネ
- アンコ椿は恋の花（1965年、松竹） - 坂上和江
- 雪国（1965年、松竹） - 踊りの師匠
- 結婚相談（1965年、日活）- 戸野辺力
- さよならはダンスの後に（1965年、松竹） - 金沢の叔母
- 夜の牝犬（1966年、東映） - 駒崎まつ
- 空いっぱいの涙（1966年、松竹）
- 悪名桜（1966年、大映） - 房枝
- 紀ノ川（1966年、松竹） - 市
- あこがれ（1966年、東宝） - 伯母ハル
- 花札渡世（1967年、東映） - 岩井あや
- 河内遊侠伝（1967年、東映） - たき（玉枝の母）
- 三匹の女賭博師（1967年、大映） - 南原たみ
- あゝ予科練（1968年、東映） - 庄司の母・菊江
- 兄貴の恋人（1968年、東宝） - 北川加代
- チンチン55号ぶっ飛ばせ!! 出発進行（1969年、松竹） - 出口うめ
- 花と龍 青雲篇 愛憎篇 怒濤篇（1973年、松竹） - 清野たま

### テレビドラマ
- 夫婦百景（日本テレビ）
  - 第16回「すれちがい夫婦」（1958年）
  - 第21回「うっかり夫妻と女中」（1958年）
  - 第319回「両国の灯」（1964年）
  - 第361回「年上女房」（1966年）
  - 第409回「ておくれふうふ」（1967年）
- 雑草の歌（日本テレビ→TBS）
  - 第67回「黄色いカーテン」（1959年）
  - 第142回「ちぎれ雲」（1960年）
- お好み日曜座 / 七年前の顔（1959年、NHK総合）
- サンヨーテレビ劇場（KR）
  - 江口の里（1959年）
  - もなかの皮（1960年）
  - ころすなかれ（1960年）
- 東レサンデーステージ（日本テレビ）
  - 第28回「ウェイディング・マーチ」（1961年）
  - 第63回「交換殺人はいかが」（1961年） - お勝
- 若い季節（1961年 - 1964年、NHK総合）
- テレビ指定席 / 女の顔（1961年、NHK総合）
- シャープ火曜劇場（フジテレビ）
  - 第18回「母の曲」（1961年） - お稲
  - 第71回「倖せの鐘」（1963年）
- 近鉄金曜劇場（TBS）
  - 金色夜叉（1962年）
  - げいしゃわるつ・いたりあの（1962年）
  - 朝霧（1963年）
- おはなはん一代記（1962年、NHK総合）
- こども名作座 / アカシヤの咲くころ（1962年、NHK総合） - おばさん
- 東芝日曜劇場（TBS）
  - 第321回「冬の女」（1963年）
  - 第337回「日蔭の家」（1963年）
  - 第408回「女さまざま」（1964年、CBC）
  - 第429回「雪崩の行方」（1965年）
  - 第515回「なせばなる」（1966年）
  - 第545回「24才シリーズ No.1」（1967年）
  - 第675回「一人と一人で」（1969年）
  - 第824回「一枚看板」（1972年） - お克
  - 第868回「母の夏」（1973年）
  - 第1346回「波紋」（1982年）
  - 第1352回「妻とは…」（1982年）
- 嫁ぐ日まで 第2回「梅咲きぬ」（1963年、フジテレビ）
- 判決 第47話「或る離婚」（1963年、NET） - 野坂のぶ
- 日本映画名作ドラマ / 鶯（1964年、NET）
- のれん太平記（フジテレビ）
  - 第1シリーズ（1964年） - せつ子
  - 第2シリーズ（1964年）
  - 第3シリーズ（1965年） - さくら
  - 第4シリーズ（1965年） - 佐久間操
  - 第5シリーズ（1965年 - 1966年） - 栄
- 日産スター劇場（日本テレビ）
  - 浮気はつらいよ（1964年）
  - ヘソまがり紳士録（1965年）
  - へそまがりに突撃!（1965年）
  - 求む!良妻（1966年）
  - 花嫁のお父つあん（1967年）
  - 良縁多数あり（1967年）
  - 持参金30億を狙え!（1968年）
  - ごちそうさま（1968年）
- 木下恵介アワー / 記念樹（1966年、TBS） - マサ
- これが青春だ（1966年、日本テレビ） - 杉山はな
- シオノギテレビ劇場 / 山本周五郎シリーズ・日々平安（1967年、フジテレビ）
- でっかい青春（1967年、日本テレビ） - 高見ふみ
- お嬢さん（1967年 - 1968年、フジテレビ）
- 泣いてたまるか 第71回「ひとりで乾杯!」（1968年、TBS）
- スター推理劇場 / 一年半待て（1968年、フジテレビ）
- カツドウ屋一代（1968年、NET）
- 大奥（1968年、関西テレビ） - 重野
- 喧嘩太郎（1968年、毎日放送）
- 五人の野武士 第3話「女をつれて地獄へ行け」（1968年、日本テレビ） - すぎ
- 銀河ドラマ / 一の糸（1969年、NHK総合） - 渡部世喜
- 鬼平犯科帳 第15話「むかしの女」（1970年、NET・東宝） - 仙台堀のおろく
- 大坂城の女（1970年、関西テレビ） - 曽祢
- 男は度胸（1970年、NHK総合）
- おれの義姉さん（1970年、フジテレビ） - 吟
- 火曜日の女シリーズ / 蒼いけものたち（1970年、日本テレビ） - 富岡雪子
- おさな妻（1970年 - 1971年、12CH） - すえ
- ぼてじゃこ物語（1971年、よみうりテレビ） - とく
- 鬼退治（1971年、NET） - 治子
- 冠婚葬祭入門（1971年、TBS） - みどりの母
- ポーラテレビ小説 / ひまわりの道（1971年 - 1972年、TBS） - 前野安乃
- 飛び出せ!青春 第17話「老人パワー大爆発」（1972年、日本テレビ）
- 赤ひげ 第5話「三度目の正直」（1972年、NHK総合）
- 旅人異三郎 第18話「かりそめの息子が瞼に生きていた」（1973年、12CH・三船プロ） - お粂
- 新書太閤記（1973年、NET・東映） - 大政所
- ナショナルゴールデン劇場（NET）
  - 黄色いトマト（1973年） - 綾子
  - 玉ねぎ横丁の花嫁さん（1976年 - 1977年） - 石橋半子
- ママはライバル（1973年、TBS）
- 特別機動捜査隊 第604話「金と毒薬と老嬢」（1973年、NET・東映）
- 百年目の恋（1973年 - 1974年、YTV） - たつ
- 青い山脈（1974年、フジテレビ） - 金谷とく
- 女の気持（1974年 - 1975年、CX） - 小西さき
- 水戸黄門 第6部 第1話「怒れ! 薩摩隼人-鹿児島-」（1975年、TBS・C.A.L） - 市橋
- 剣と風と子守唄 第23話「鬼と虎の酒天国」（1975年、日本テレビ・三船プロ） - おつね
- おふくろさん（1975年、日本テレビ） - 安江
- 前略おふくろ様 第1シリーズ 第25話（1975年、日本テレビ） - たま
- 土曜劇場（フジテレビ）
  - 赤福のれん（1975年） - 天田奈緒
  - 鯛めしの唄（1976年 - 1977年） - 笠原しの
- 冬の陽（1975年 - 1976年、よみうりテレビ） - 平井とみ
- 銀河テレビ小説（NHK総合）
  - となりの芝生（1976年） - 高平志乃
  - 幸せのとなり（1979年）
  - 愛・信じたく候 （1981年） - 石川カツ
  - 迷惑かけてありがとう（1984年） - あや
- 悪妻行進曲（1977年、TBS） - 母・里子
- 連続テレビ小説 / おていちゃん（1978年、NHK総合）
- 悪女について（1978年、テレビ朝日） - 沢山和枝
- 平岩弓枝ドラマシリーズ（フジテレビ）
  - 下町のおんな・風子（1978年）
  - 花祭（1982年）
- ドラマ人間模様（NHK総合）
  - 花々と星々と（1978年）
  - 花へんろ・風の昭和日記（1985年） - ウメ
  - 花へんろ・風の昭和日記 第二章（1986年） - ウメ
  - 花へんろ・風の昭和日記 第三章（1988年） - ウメ
- 木曜座 / あした泣く（1978年、TBS）
- 熱い嵐（1979年、TBS） - 祖母・喜代子
- 日本巌窟王（1979年、NHK総合） - 梶
- 見知らぬ恋人（1979年 - 1980年、朝日放送） - 良江
- 大河ドラマ / 獅子の時代（1980年、NHK総合） - 苅谷和哥
- しあわせ戦争（1980年、TBS） - かね
- ある日突然?!スパゲティ・ママの青春白書（1980年、テレビ朝日） - 上杉万里子
- 火曜劇場 / あこがれベビー（1981年、日本テレビ） - ゆか
- 関ヶ原（1981年、TBS） - 芳春院
- 月曜スター劇場 / かたぐるまIII（1981年、日本テレビ）
- 木曜ゴールデンドラマ（よみうりテレビ）
  - 嫁・姑・女のたたかい（1981年）
  - 嫁と姑　おんなの立場（1983年）
- さよなら三角またきて四角（1982年、TBS）
- 金曜劇場 / ことしの牡丹はよいぼたん（1983年、フジテレビ） - 歌
- 第一生命スペシャル / 七人めのいとこ（1984年、フジテレビ）
- 大家族（1984年、TBS） - ヒサ
- 冬構え（1985年3月30日、NHK総合） - 藤村アキ
- 父の詫び状（1986年、NHK総合） - 田向千代
- おヒマなら来てよネ!（1987年、フジテレビ） - 佐竹艶子（特別出演）
- 土曜ドラマ / 結婚する手続き（1988年、NHK総合）
- ドラマスペシャル / 黄昏の赫いきらめき（1989年、NHK総合）

### テレビ番組
- 夢をそだてよう（1963年 - 1964年、日本テレビ）

### ラジオ番組
- 沢村貞子のおふくろ説法"いいすぎたかしら"（TBSラジオ）

## 著書
- 『貝のうた』 講談社、1969年 / 「人間の記録」日本図書センター、1999年 / 河出文庫、2014年3月 ISBN 9784309412818
- 『私の浅草』 暮しの手帖社、1976年 / 河出文庫、2014年3月 ISBN 9784309412818
- 『私の台所』 暮しの手帖社、1981年 / 講談社、2010年6月 / 光文社文庫、2006年6月 ISBN 978-4334740863
- 『わたしの茶の間』 光文社、1982年 / 講談社、2011年2月 / 光文社文庫・新版、2017年8月 ISBN 9784334775148
- 『わたしの三面鏡』 朝日新聞社、1983年 / ちくま文庫、2014年4月 ISBN 9784480431592
- 『わたしのおせっかい談義』 光文社、1986年 / 光文社文庫・新版、2017年9月 ISBN 9784334775308
- 『わたしの脇役人生』 新潮社、1987年 ISBN 4103655011 / ちくま文庫、2013年8月 ISBN 9784480430809
- 『わたしの献立日記』 新潮社、1988年 ISBN 410365502X / 中公文庫、2012年9月 ISBN 9784122056909
- 『寄り添って老後』 新潮社、1991年 / ちくま文庫、2006年10月 ISBN 9784480422729 / 中公文庫、2022年5月 ISBN 9784122072077
- 『老いの楽しみ』 岩波書店、1993年 ISBN 4000002503 / ちくま文庫、2014年8月 ISBN 9784480431981
- 『老いの道づれ 二人で歩いた五十年』 岩波書店、1995年 ISBN 4000002554 / ちくま文庫、2014年11月 ISBN 9784480432230
- 『老いの語らい』 岩波書店、1997年 ISBN 4000223542
- 『精選女性随筆集12　石井好子　沢村貞子』 文藝春秋、2012年 ISBN 4166403303

## 関連文献
- 中島信吾 『沢村貞子 波瀾の生涯』 岩波書店、1997年 ISBN 400000896X
- 山崎洋子『沢村貞子という人』 新潮社、2004年 ISBN 4104728012／新潮文庫、2007年
- 『沢村貞子の献立日記』 新潮社・とんぼの本、2012年9月 ISBN 4106022362

## 演じた女優
- 友里千賀子：NHK総合 連続テレビ小説『おていちゃん』(1978年)
- 岸本加世子：NHK総合 土曜ドラマ『トットてれび』(2016年)
- 浅野ゆう子：テレビ朝日系列『トットちゃん!』(2017年）

## 関連番組
- 365日の献立日記（NHK Eテレ、2019年4月 - ） - 沢村貞子が26年半にわたって記した「献立日記」をもとにしたテレビ番組[15]。